# Cajarc
Cajarc ist eine französische Gemeinde mit 1134 Einwohnern (Stand 1. Januar 2022) im Département Lot in der Region Okzitanien. Sie ist ein von Felsen eingerahmter mittelalterlicher Ort mit Resten einer Befestigungsanlage aus dem 13. Jahrhundert. Cajarc wurde durch Präsident Georges Pompidou bekannt, der hier ein Landhaus hatte. Durch Cajarc führt der Fernwanderweg GR 65, der weitgehend dem historischen Verlauf des französischen Jakobsweges (Via Podiensis) folgt.

## Geografie
Cajarc liegt am südwestlich Rand des Zentralmassivs auf dem rechten Ufer des Lot, eingerahmt durch die Felsen des Lot-Tals.
Die nächste Stadt ist Cahors, welche man durch das Tal des Lot, in westlicher Richtung über die D662, D663 nach circa 50 Straßenkilometern erreicht. Alternativ gibt es die Straßenverbindung über die Causse du Limogne, über die D19 und D911.
Die nächsten französischen Großstädte sind Toulouse (103 km) im Süden, Bordeaux (197 km) im Nordwesten und Montpellier (189 km) im Südosten. Das Gemeindegebiet gehört zum Regionalen Naturpark Causses du Quercy.

## Bevölkerungsentwicklung
| Jahr      | 1962 | 1968 | 1975 | 1982 | 1990 | 1999 | 2006 | 2017 |
| Einwohner | 1020 | 1044 | 1028 | 1059 | 1033 | 1114 | 1088 | 1125 |

Im 19. Jahrhundert hatte der Ort meist zwischen 1800 und 2200 Einwohner. Infolge der Reblauskrise im Weinbau und der Mechanisierung der Landwirtschaft ging die Einwohnerzahl in der ersten Hälfte des 20. Jahrhunderts kontinuierlich bis auf die Tiefststände in den 1950er und 1960er Jahren zurück.

## Wirtschaft
Im Haut-Quercy wurde die Landwirtschaft jahrhundertelang in erster Linie zur Selbstversorgung betrieben, zu der bis ins 19. Jahrhundert hinein auch der Weinbau gehörte, der aber nach der Reblauskrise nahezu gänzlich aufgegeben wurde. Eine Blütezeit erlebte der Ort im 19. Jahrhundert, dank der Gerbereien, Fabriken, Bergwerke und der Phosphat-Transporte per Binnenschiff auf dem Lot. Heute spielt – neben Landwirtschaft, Kleinhandel und Handwerk – der Tourismus in Form der Vermietung von Ferienwohnungen (franz. Tourismus-Vereinigung Gîtes de France) eine wichtige Rolle im Wirtschaftsleben der Gemeinde.

## Geschichte

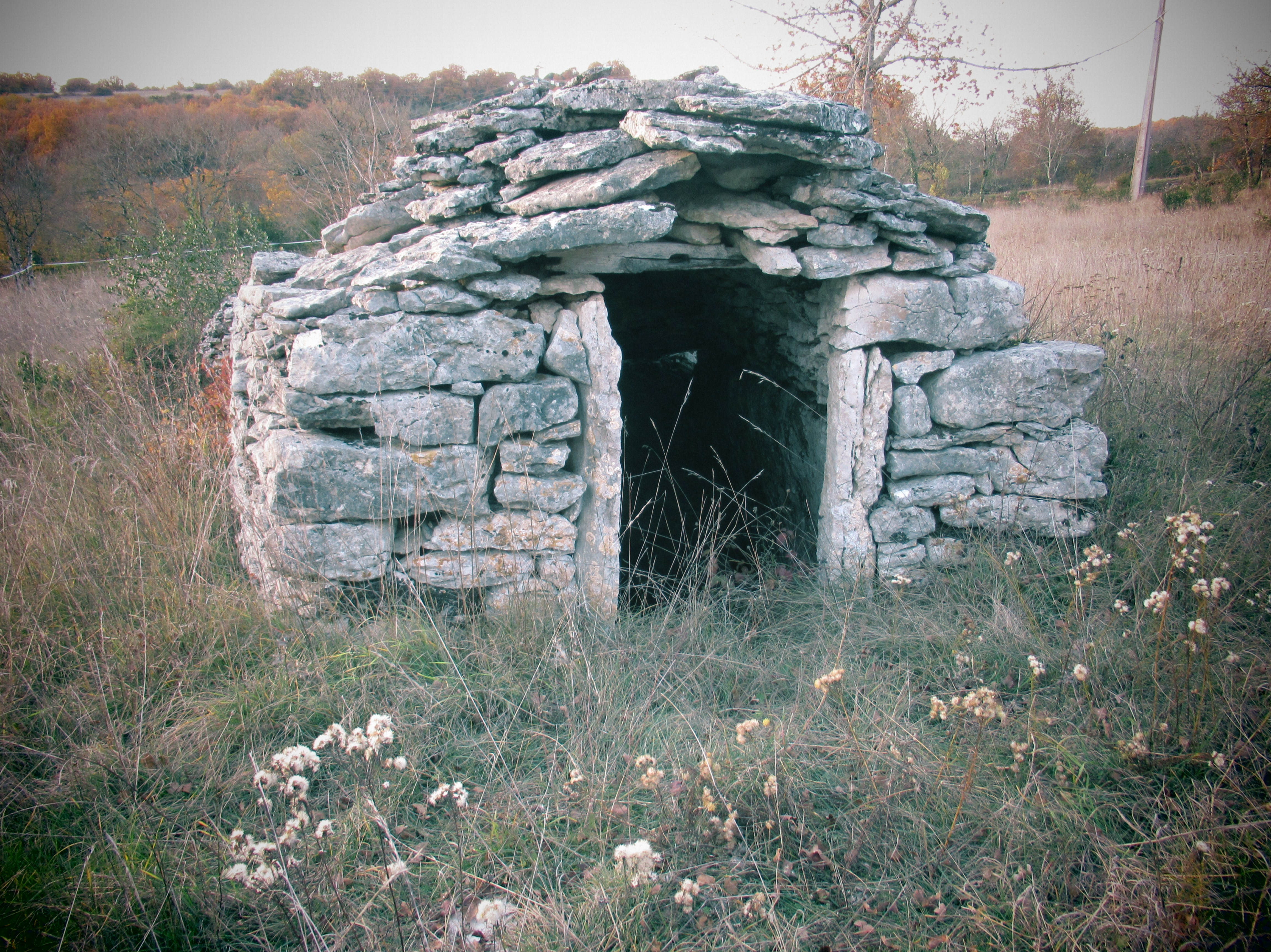
Dolmen Plogne in Cajarc

In den zahlreichen Grotten und Höhlen der Region finden sich häufig Spuren urmenschlicher Aktivitäten. Ebenso zeugen die Dolmen (bei Béduer) davon, dass das Gebiet schon in der Jungsteinzeit besiedelt war. Aus den Ursprüngen einer römischen Siedlung entwickelte sich die Stadt Caiac, aus der später Cajarc wurde. Während des Hundertjährigen Krieges hat Cajarc, wie die meisten französischen Städte, unten den Angriffen der Engländer zu leiden. Der Festung oberhalb der Stadt und massiven Verteidigungsanlagen um die Stadt ist es wohl zu verdanken, dass sie von englischer Besatzung verschont blieb. Allerdings wurde die Brücke über den Lot im Jahre 1356 von den Invasoren zerstört. Die Brücke wurde 1842 durch eine Hängebrücke ersetzt, die bis heute in Betrieb ist.
Während der Religionskriege (1562–1598) bildete Cajarc für längere Zeit einen protestantischen Zufluchtsort. Im Januar 1623 wurden Festung und Verteidigungsanlagen der Stadt auf Anweisung des Kardinals Richelieu zerstört.
Im Zweiten Weltkrieg beschäftigte das Unternehmen Société hydroélectrique de Quercy um 1943 Zwangsarbeiter im Rahmen der Kriegswirtschaft der deutschen Besatzer.

## Jakobsweg (Via Podiensis)
Im Mittelalter war Cajarc eine Durchgangsstation für Pilger. Das 1269 erbaute Hospiz findet in mehreren Texten Erwähnung und seit 1320 gab es eine Pilgerbrücke über den Lot.

Heute hat Cajarc zwei Pilgerherbergen (Gîtes d'étapes), Hotels und private Unterkünfte (Chambres d'hôtes), sowie einen Campingplatz und ein Touristenbüro.
Diese Variante des Jakobswegs führt aus dem Lot-Tal hinauf auf die Kalkhochfläche der Causse du Limogne. Durch die dünnbesiedelte Landschaft führt er durch Felder und Wiesen sowie niedrige Eichen- und Wacholderbestände. Viele der alten Gehöfte sind im Zuge der Landflucht aufgegeben worden und werden heute teilweise als Feriendomizile genutzt. Der nächste größere Ort ist Limogne-en-Quercy, bevor der Weg zum letzten Mal das Lot-Tal in Cahors berührt. Als Straßenverbindung führt die Strecke D19 – D911 nach Cahors.

## Sehenswürdigkeiten

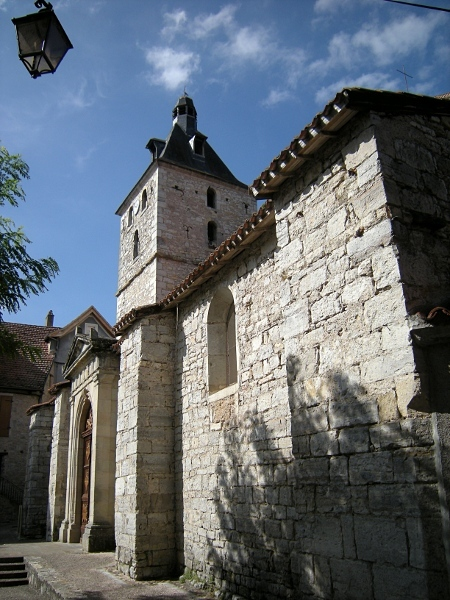
Église de Cajarc

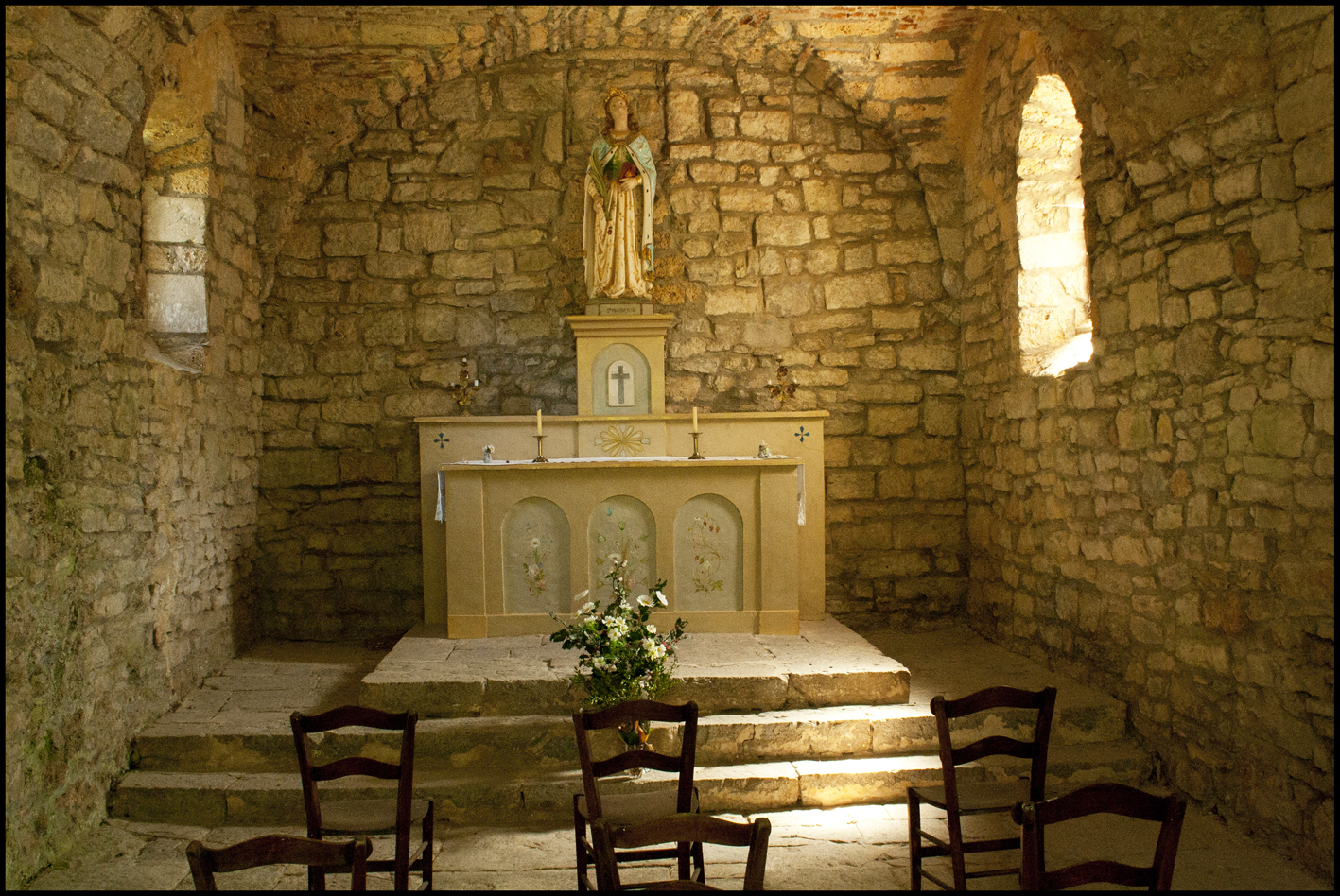
Chapelle des Mariniers

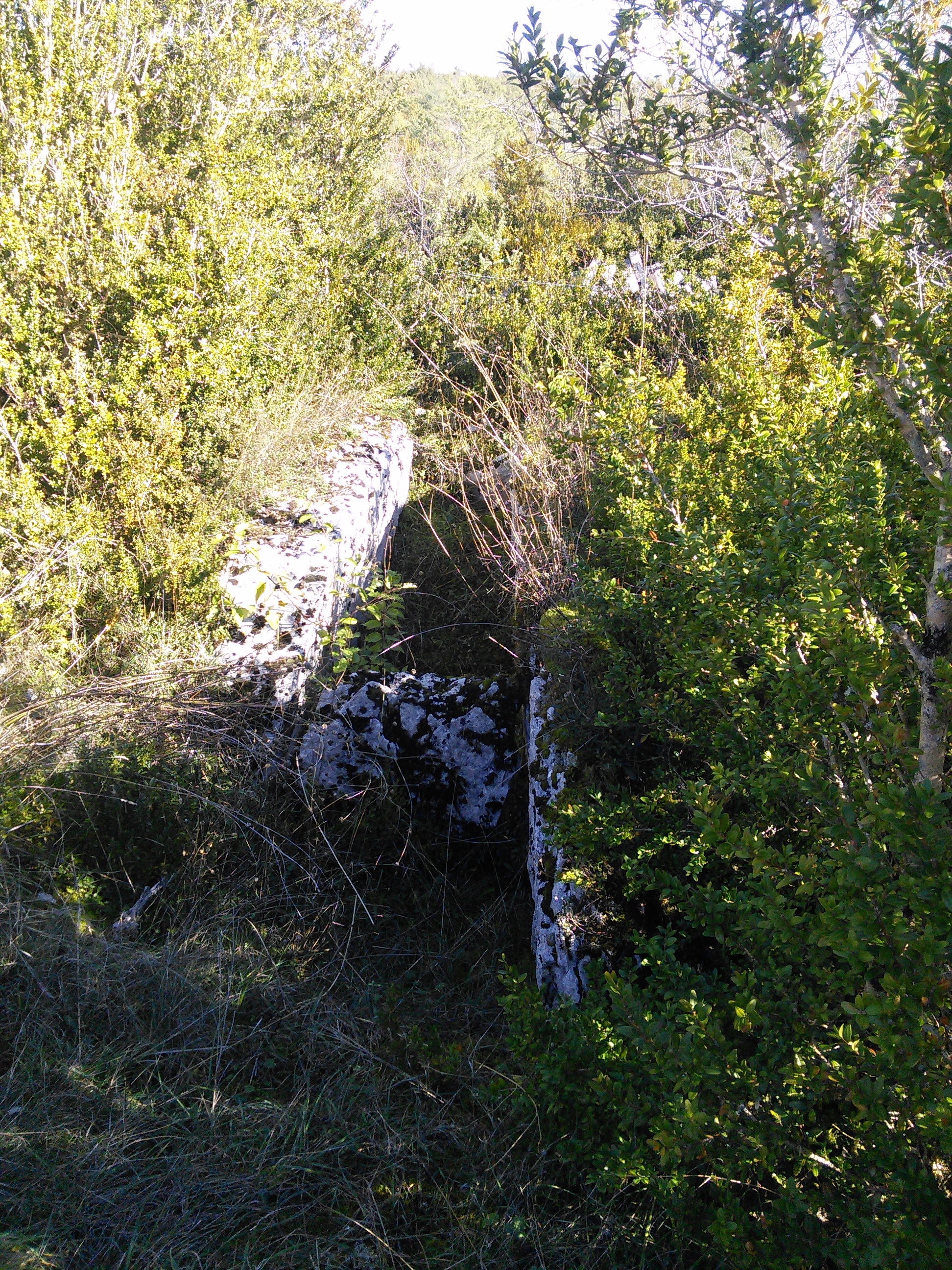
Dolmen du Bouriou

- Das kleine befestigte Maison de l’Hébrardie stammt in Teilen noch aus dem 12./13. Jahrhundert. Vor allem wegen seiner gotischen Fenster wurde es im Jahre 1924 als Monument historique eingestuft.[3] Es befindet sich in Privatbesitz.
- Mehrere Dolmen darunter der Dolmen de Bouriou n°1, die Dolmen du Camp d'Inou und die Dolmen_von_Verdier
- Die Ruinen der Kapelle Sainte-Madeleine und des zugehörigen Hospizes aus dem 12. Jahrhundert. Es diente als Pilgerstation und Aussätzigen-Krankenhaus.
- Die Kirche von Cajarc wurde im 13. Jahrhundert von Hébrard Aymeric Saint-Sulpice, Bischof von Coimbra, gegründet. Durch Spenden der Herzöge von Rouergue und Toulouse wurde die Kirche mehrfach erweitert, um als Wallfahrtsort zu dienen. Die Herzöge ließen auch die Brücke über den Lot erbauen, die im Hundertjährigen Krieg zerstört wurde.
- Die aus Bruchsteinmauerwerk errichtete und mit Steinschindeln (lauzes) gedeckte romanische Apsis der Chapelle des Mariniers wurde im Jahre 1941 als Monument historique eingestuft.[4]
- In der Nähe des Dorfes befindet sich der Wasserfall Cascade de la Cogne mit einer Höhe von 25 Metern. Einige der markantesten Klippen am Lotufer tragen Namen, zum Beispiel Roc de Conte und Château des Anglais.
- Die Bahnstation an der Strecke Capdenac–Cahors wurde im Jahre 1885 erbaut. Heute ist die Linie stillgelegt und der Bahnhof beherbergt ein Bahnmuseum. Das ehemalige Bahnhofsgelände, vor allem die Wassertürme (châteaux d’eau), ist seit 1989 als Monument historique eingestuft.[5]
- Das Maison des Arts, welches 1989 zu Ehren Georges Pompidous errichtet wurde, zeigt regelmäßig Retrospektiven zum Werk zeitgenössischer, europäischer Künstler.
- Der Staudamm im Lot-Tal vor Cajarc wurde 1946 fertiggestellt. Er staut den Lot auf einer Länge von 2,5 Kilometer und einer Breite von circa 100 Metern. Auf ihm wurden 1970 sowohl die französischen Landes- als auch die Weltmeisterschaften für Motorsportboote ausgetragen.

## Veranstaltungen
Seit 1999 findet am letzten Juli-Wochenende im Dorf und an den Ufern des Lot das Festival AfriCarjac statt. Das multikulturelle Fest für die ganze Familie, verbindet Musik, Film, Tanz, Theater, bildende Kunst, Kunsthandwerk, Literatur und Straßenunterhaltung. Es verfolgt die Leitmotive „Respektierung der Unterschiede“ und „Offenheit gegenüber Anderen“.

## Persönlichkeiten
- Françoise Sagan (1935–2004), Schriftstellerin
- Léon Solomiac (1884–1960), Verwaltungsbeamter